# Times New Roman
Times New Roman er en skrifttype som blev indført i den britiske avis The Times i 1931. 
Skrifttypen blev designet af Stanley Morison og Victor Lardent. Den blev taget i brug efter, at Morison havde skrevet en artikel, hvori han kritiserede avisen for den eksisterende serif skrifttype, Didone. Times New Roman er baseret på skrifttypen Plantin, og blev brugt i avisen første gang den 3. oktober 1932. Efter et år blev den lagt ud til kommercielt salg. Avisen brugte skrifttypen i 40 år, men nye produktionsteknikker og formatskifte til tabloid i 2004 har gjort, at avisen har skiftet skrifttype fem gange siden 1972. Alle skrifttyperne har været varianter af den originale New Roman skrifttype.
Selv om skrifttypen ikke længere bruges af The Times, anvendes den fortsat ofte ved bogtrykning og i tekstbehandlingsprogrammer, og er en af de mest succesfulde skrifttyper i historien.